# اصفاک
اصفاک یک روستا در ایران است که در دهستان علی‌جمال واقع شده‌است. اصفاک ۱۱۰ نفر جمعیت دارد.